# USS Philippine Sea (CG-58)
El USS Philippine Sea (CG-58), bautizado así en honor a la batalla del mar de Filipinas, es un crucero lanzamisiles de la clase Ticonderoga de la Armada de los Estados Unidos.

## Nombre
Su nombre USS Philippine Sea honra a la batalla del mar de Filipinas (1944) de la Segunda Guerra Mundial.

## Construcción
Ordenado el 27 de diciembre de 1983, iniciado en el Bath Iron Works (Maine) el 8 de agosto de 1986. Fue botado el 12 de julio de 1987 y asignado el 18 de marzo de 1989.

## Historia de servicio

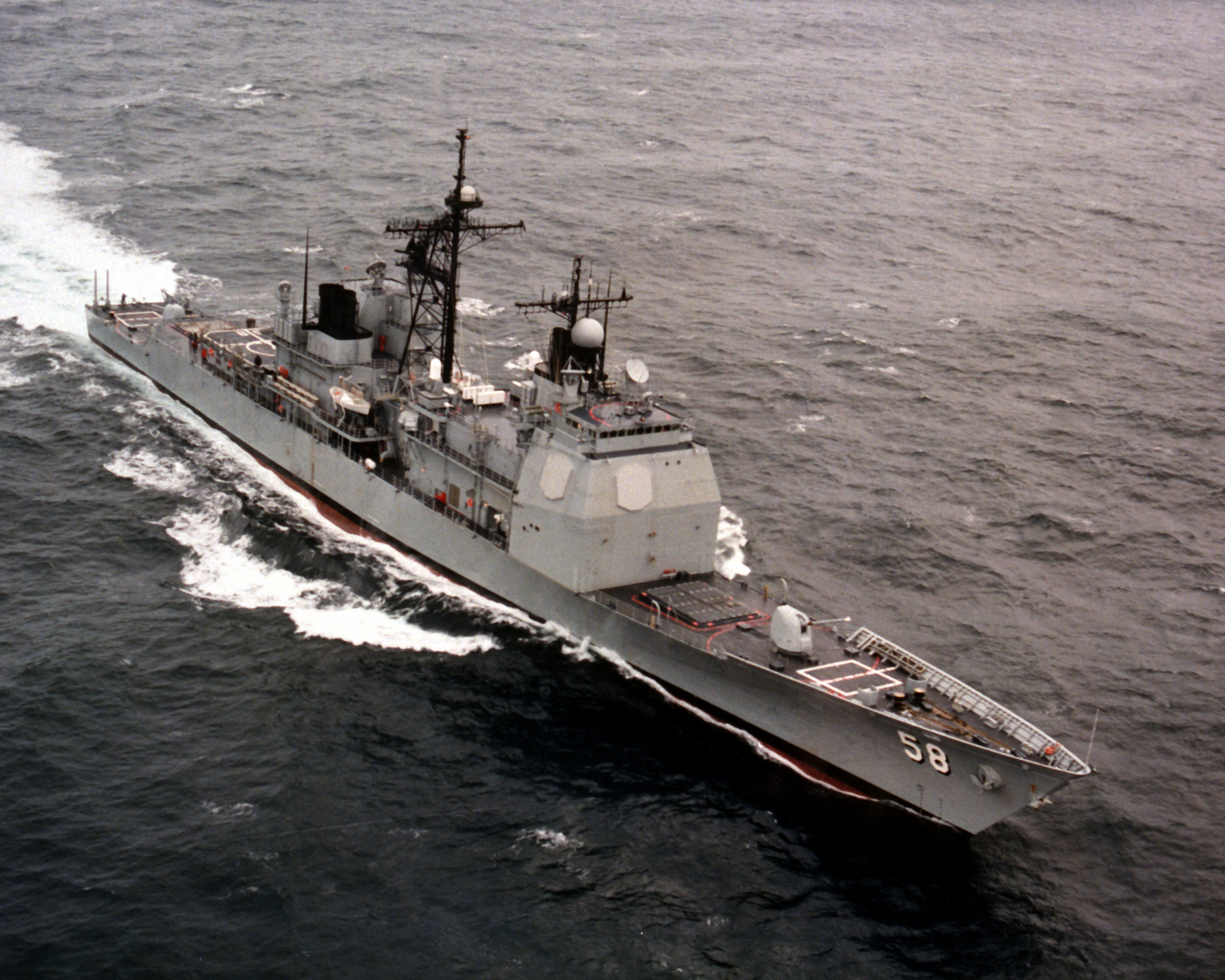
Philippine Sea navegando en el año 1988.

Su apostadero es la base naval de Mayport (Jacksonville, Miami).
El 14 de octubre de 2023, poco después de iniciarse la Guerra Israel-Gaza de 2023, el secretario de Defensa de Estados Unidos, Lloyd Austin, dirigió al Dwight D. Eisenhower y su grupo de ataque de portaaviones, que incluye el crucero Philippine Sea, junto con los destructores gemelos Laboon, Gravely y Mason, hacia el Mediterráneo oriental en respuesta a la guerra de Israel contra Hamás. Este fue el segundo grupo de ataque de portaaviones que se envió a la región en respuesta al conflicto, después del Gerald R. Ford y su grupo, que fue enviado sólo seis días antes.
El 12 de enero de 2024, aviones del portaviones Dwight D. Eisenhower participaron en los ataques con misiles de 2024 en Yemen contra los rebeldes hutíes. Los misiles de crucero BGM-109 Tomahawk fueron disparados por el crucero Philippine Sea, así como por los destructores Mason, Gravely y el submarino Florida.